# Doprava
Doprava je účelný a zamýšlený pohyb dopravních prostředků po dopravních cestách. Produktem dopravy je přeprava. Dopravní technologie sestávají z dopravních prostředků, dopravní infrastruktury a organizace dopravy.
Doprava informací se obvykle zařazuje jako samostatný obor komunikace a telekomunikace. Obojí ovšem úzce souvisí – řízení dopravy nákladu a osob obvykle vyžaduje i spolehlivý přenos informací, jímž se ve vztahu k dopravě zabývá dopravní telematika. Druhem dopravy je také přenos elektrické energie. Tento článek se dále zabývá především dopravou předmětů a osob.
Nejstarším způsobem dopravy je chůze a nošení nákladu. V rozvinutých zemích se lidé pěšky dopravují spíše na kratší vzdálenosti, zatímco chůze na delší vzdálenosti je způsobem oddechu a trávení volného času (pěší turistika). Lidé také dosud nosí náklady v náročném terénu (nosiči v horách). Dalším historickým způsobem dopravy je využití zvířat k jízdě, nošení nebo k tahání nákladu. K dopravě po vodě se již od prehistorických dob užívá plavidel. Moderní doba přinesla rozmach dopravy pomocí vozidel (zejména silničních a kolejových) a letadel.
Doprava patří mezi nejrychleji se rozvíjející sektory národního hospodářství. Velký nárůst probíhá i v osobním motorismu. Důsledky tohoto rozvoje jsou však nepříznivé pro životní prostředí.

## Negativní vlivy
- znečištění ovzduší, vody a půdy
- hluk a vibrace
- nehody
- zábor půdy (zabere se město silnicí)
- produkce odpadu

## Požadované vlastnosti dopravy
- schopnost vytvářet síť
- schopnost dopravy přepravovat libovolné množství materiálů a zboží
- zabezpečit dopravu do libovolného místa v regionu
- požadovaný stupeň rychlosti přepravy
- požadovaný stupeň časové jistoty dosažení cíle (četnost spojů)
- požadovaný stupeň bezpečnosti dopravy
- přiměřené náklady
- určitý stupeň poskytování dalších služeb během vlastního pohybu dopravního prostředku (např. napájení zvířat)

## Druhy dopravy

### Podle typu dopravní cesty
- Silniční dopravní prostředky (včetně terénních a zemědělských)
  - Automobil
  - Motocykl
  - Autobus
  - Trolejbus
  - Jízdní kolo
  - Potahové vozidlo
- Kolejové
  - Železnice
  - Tramvaj
  - Metro
  - Pozemní lanová dráha
- Vodní doprava
- Letecká doprava
- Kombinovaná doprava
- Lanové dráhy – v České republice jsou pozemní i visuté lanovky řazeny společně s kolejovou dopravou do pojmu drážní doprava, ale například v Rusku visuté lanové dráhy tvoří společně s nekolejovou pozemní dopravou (zejména silniční) souhrnnou kategorii nekolejová doprava (безрельсовый транспорт)
- Kosmická doprava
- Potrubní
- Pevná dopravní zařízení
  - Výtahy
    - Páternoster

  - Eskalátor
  - Travelátor
  - v některých tříděních jsou sem řazeny i různé typy lanových drah nebo přívozů s pevným zařízením

### Podle pohonu
- Motorový pohon
  - Parní pohon
  - Dieselový pohon
  - Reaktivní pohon
  - Elektrický pohon
- Pohon větrem (plachetnice atd.)
- Pneumatický nebo hydraulický pohon
- Pohon samospádem nebo převahou váhy (například vodní převahou)
- Doprava lidskou silou
  - Pěší (chůze, nosítka)
  - Kolové (např. jízdní kolo, invalidní vozík)
- Doprava zvířecí silou
  - Jízda na zvířatech
  - Vozidla poháněná zvířecí silou (potahová vozidla, koněspřežná dráha)

### Podle kapacity dopravních prostředků
Doprava osob se dá také rozdělit na dopravu
- individuální (například motocykl, osobní automobil)
- hromadnou (například autobus, tramvaj, vlak, dopravní letadlo).

### Podle veřejné přístupnosti
Ne zcela se kryjící rozdělení je na dopravu
- neveřejnou (vlastní automobil, vnitropodniková doprava, zvláštní linková doprava, smluvní jízda autobusem nebo osobním automobilem, sdílená doprava, soukromé letadlo)
- veřejnou (kromě hromadné veřejné dopravy také například taxislužba).

## Související obory
K nejdůležitějším druhům dopravy se vážou inženýrské obory zabývající se konstrukcí dopravních prostředků (například letecké inženýrství). S pojmem nákladní doprava úzce souvisí i logistika neboli zásobování.